# Devarodes subsericea
Devarodes subsericea är en fjärilsart som beskrevs av Felder 1874. Devarodes subsericea ingår i släktet Devarodes och familjen mätare. Inga underarter finns listade i Catalogue of Life.